# Instituto Frenopático
El Instituto Frenopático fue un hospital psiquiátrico privado ubicado en el distrito de Les Corts (Barcelona), considerado pionero en el tratamiento de las enfermedades mentales en España. Fundado en 1863 por Tomás Dolsa y Pablo Llorach, funcionó hasta el 2000. 
Parte de sus instalaciones, catalogadas como Bien de Interés Urbanístico por el Ayuntamiento de Barcelona, se conservan integradas en el Hospital Universitario Dexeus.

## Historia
La institución fue fundada en 1863 por el médico alienista Tomàs Dolsa Ricart y su yerno, Pau Llorach Malet. Originalmente el centro estaba ubicado entre las calles Tuset y Santa Ana, en la villa de Gracia. Contaba con tres pabellones y capacidad para un centenar de pacientes. 
Siguiendo los principios preconizados por el británico Samuel Tuke —la integración de la naturaleza aprovechando los bosques— en 1867 Dolsa y Llorach adquirieron los terrenos agrícolas de Can Grau, en Les Corts, un municipio más rural y menos densificado que Gracia, por lo que contaba con condiciones más propicias, aire más sano y aguas de mayor calidad. La construcción de las nuevas instalaciones fue encargada a Agust Font Carreras. 

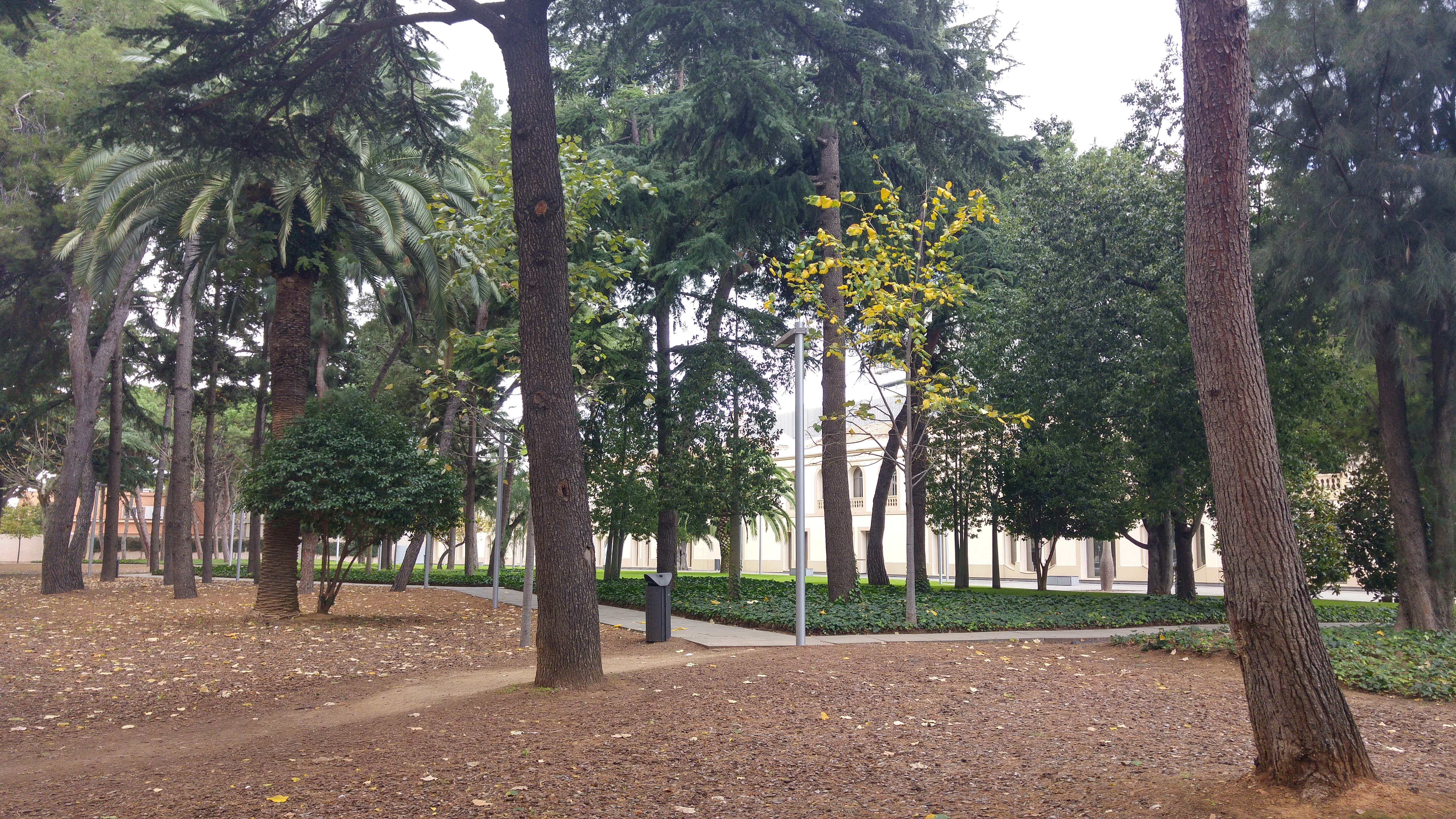
Los jardines en la actualidad.

Tras su retirada, Tomàs Dolsa dejó la dirección médica del Frenopático en manos de su hijo, Lluís Dolsa Ramon, y de su yerno, Pau Llorach. Posteriormente les sucedería Domènec Martí i Julià, aunque la propiedad del centro se mantuvo en manos de la familia Dolsa. Tras Maria Dolsa Sardà, nieta del fundador, la biznieta Roser Bertrand Matheu-Dolsa fue la última gerente del centro, que desde 1989 se denominó Instituto Tomás Dolsa. El hospital cerró sus puertas en 2000. Para entonces una parte importante de los jardines, que originalmente se extendían hasta la Travesera de Las Corts, ya habían desaparecido, a causa de la presión inmobiliaria y de la apertura de la Gran Vía de Carlos III.
En 2001 el Instituto Universitario Dexeus adquirió los terrenos para emplazar su nuevo centro hospitalario, inaugurado en 2007. La construcción de este edificio supuso la destrucción de la mayor parte de los jardines y algunos edificios auxiliares, aunque otros fueron conservados por su valor histórico. Se mantuvo el edificio principal, con su fachada y volumetría original, que actualmente alberga las áreas de obstetricia, ginecología y reproducción. Se conservó también una parte del jardín meridional y antiguo pabellón para distinguidos, hoy destinado a las consultas externas del Hospital Dexeus.

## Arquitectura
Del que fuera el mayor edificio del frenopático se conserva la fachada principal. Presenta una composición axial, de raíz neoclásica, a partir de la capilla central, que separa los pabellones de hombres y mujeres, señalizados con sendos frontones sobre sus accesos, donde se indica «Departamento de caballeros» y «Departamento de señoras», respectivamente. Se conserva también la volumetría original del edificio, con dos plantas. En la segunda planta destacan los balcones con balaustrada.